# جبر میانه
در ریاضیات جبر میانه  را با مجموعه ای با عملیات سه تایی تعریف می کنیم {\displaystyle \langle x,y,z\rangle } که این مجموعه، مجموعه ای از اصول موضوعه را می پذیرد که مفاهیم میانه های سه گانه اعداد حقیقی و تابع اکثریت بولی را تعمیم می دهد.
اصول موضوعه به شکل زیر هستند:
1. {\displaystyle \langle x,y,y\rangle =y}
2. {\displaystyle \langle x,y,z\rangle =\langle z,x,y\rangle }
3. {\displaystyle \langle x,y,z\rangle =\langle x,z,y\rangle }
4. {\displaystyle \langle \langle x,w,y\rangle ,w,z\rangle =\langle x,w,\langle y,w,z\rangle \rangle }

اصول موضوعه‌ی دوم و سوم اشاره بر خاصیت جابه‌جایی دارند: می‌توان (اما نه به آسانی) نشان داد که در حضور سه اصل دیگر، اصل سوم اضافی است. اصل چهارم از این اصول موضوعه خاصیت شرکت‌پذیری را نشان می‌دهد. مجموعه های اصول موضوعه‌ی دیگری نیز ممکن است وجود داشته باشند : برای مثال این مجموعه اصول موضوعه‌ی دیگری را برای تعریف جبر میانه ارائه می‌کند:
- {\displaystyle \langle x,y,y\rangle =y}
- {\displaystyle \langle u,v,\langle u,w,x\rangle \rangle =\langle u,x,\langle w,u,v\rangle \rangle }

این اصول موضوعه کفایت می کنند.
در جبر بولی ، یا به‌طور کلی می توان گفت یک شبکه توزیعی ، تابع میانه‌ی {\displaystyle \langle x,y,z\rangle =(x\vee y)\wedge (y\vee z)\wedge (z\vee x)} توسط این اصول موضوعه  پدیرفته خواهد شد، به این شکل که هر جبر بولی و هر شبکه توزیعی به‌شکل یک جبر میانه در می‌آید.
بیرخوف و کیس نشان دادند که یک جبر میانه با عنصر های 0 و 1 که عملیات سه تایی {\displaystyle \langle 0,x,1\rangle =x}  را برقرار سازد یک شبکه توزیعی خواهد بود.

## ارتباط با گراف‌های میانه
گراف میانی یک گراف بدون جهت است که در آن برای هر سه راس {\displaystyle x}, {\displaystyle y} و {\displaystyle z} یک راس منحصر به فرد  {\displaystyle \langle x,y,z\rangle } وجود دارد که آن را با کوتاه ترین مسیرهای بین هر دو راس دلخواه {\displaystyle x}, {\displaystyle y} و {\displaystyle z} نشان می‌دهیم. اگر چنین شرایطی را تشکیل دهیم، درنتیجه عملیات {\displaystyle \langle x,y,z\rangle } یک جبر میانی را تشکیل می‌دهد که رئوس گراف را به‌عنوان عناصر آن تعریف می کنیم.
در مقابل این تعریف می توان گفت، در هر جبر میانه، یک بازه‌ی {\displaystyle [x,z]} ممکن است به عنوان مجموعه‌ای از عناصر {\displaystyle y} تعریف شود به‌این شکل که عملیات سه تایی{\displaystyle \langle x,y,z\rangle =y} برقرار باشد. می توان یک گراف از این جبر میانه تعریف کرد به این شکل که با ایجاد یک راس برای هر عنصر این جبر و یک یال برای هر جفت {\displaystyle (x,z)} اتفاقی که رخ می‌دهد این باشد که در بازه‌ی {\displaystyle [x,z]} هیچ عنصر دیگری موجود نیست. اگر این جبر این ویژگی را داشته باشد که هر بازه متناهی باشد، پس می‌توان گفت این گراف یک گراف میانه را تشکیل می‌دهد، این جبر که توسط چنین تفاسیری تعریف می‌شود را می‌توان همان عملیات میانه نامید که توسط کوتاه ترین مسیرها در گراف تعریف می‌شود که پیش‌تر گفته شد و به طور دقیق  با عملیات میانه اصلی جبر مطابقت دارد و با اصول موضوعه‌ی گفته شده مطابق است.